# Néstor Díaz Pérez
Néstor Díaz Pérez (Buenos Aires,1947- 3 de abril de 2024) fue un reconocido dirigente deportivo argentino, conocido principalmente por su rol como presidente del Club Atlético Lanús entre 1986 y 1989. Su legado en la institución es ampliamente reconocido, al punto de que el estadio del club lleva su nombre, Estadio Ciudad de Lanús-Néstor Díaz Pérez, conocido popularmente como "La Fortaleza". Díaz Pérez es recordado por su contribución fundamental a la reconstrucción y modernización del club, consolidándolo como una institución relevante en el fútbol argentino.

## Trayectoria
Néstor Díaz Pérez nació en Buenos Aires, en 1947. Su conexión con el Club Atlético Lanús comenzó en su juventud, tras el fallecimiento de su madre, un evento que marcó profundamente su vida. En una entrevista, Díaz Pérez relató que enfrentó un período de duelo intenso y encontró en el club un refugio emocional, afirmando que "Lanús me salvó la vida". Su compromiso con la institución fue tal que, en dos ocasiones, sufrió problemas de salud relacionados con hipertensión debido al estrés de su labor dirigencial, incluso requiriendo internaciones. A pesar de estos desafíos, su dedicación nunca flaqueó, consolidando una relación recíproca con el club.
Díaz Pérez se definía como un "simple empresario" sin formación universitaria, pero su capacidad organizativa y pasión por Lanús lo llevaron a desempeñar roles clave en la institución desde los 20 años. Su ingreso al club coincidió con una etapa de dificultades económicas, lo que lo motivó a trabajar incansablemente en las divisiones inferiores y en la gestión institucional.

### Divisiones inferiores
Díaz Pérez inició su trayectoria en el club trabajando en las divisiones inferiores, un área que consideraba el pilar fundamental de Lanús. Durante los años 60 y 70, colaboró con figuras emblemáticas como Francisco Attadía, presidente de la institución, y Tito Montenegro, un excapitán de marina que dedicó su vida al club. Estas figuras, junto con otros como Don Real, fueron una influencia clave en su formación como dirigente, enseñándole valores de compromiso y humildad.
Bajo su liderazgo en las inferiores, Lanús vivió una "época gloriosa" en la formación de jugadores. Díaz Pérez destacó la importancia de financiar las necesidades básicas de los juveniles, como viáticos, ropa, pelotas y alimentos, en un contexto de recursos limitados. Entre sus logros, se encuentra la implementación de un programa de nutrición y entrenamiento para la quinta división, supervisado por el doctor Paladino, un reconocido médico argentino. De esta camada surgieron jugadores como Molteni, Beltrán, Acuña, Néstor Sicher, Ramírez, Claudio Nigretti, Attadía, Juan Crespín y los hermanos Enrique, quienes contribuyeron al ascenso del club desde la Primera C a la Primera B. 
Además, durante su gestión se creó la Escuelita de Fútbol, dirigida por el técnico uruguayo [[Gilmar Villagrán], que formó a talentos como Leonardo Rodríguez, Ariel Ibagaza, Walter Coyette y Julián Kmet.
Nestor defendía la filosofía de que las divisiones inferiores eran la base del éxito del club, tanto en lo deportivo como en lo social. Sostenía que un plantel profesional debería estar compuesto en un 70% por jugadores de la cantera para garantizar sostenibilidad económica y evitar el descenso. Su visión enfatizaba la formación de juveniles como una inversión en la comunidad, generando recursos para infraestructura como vestuarios, piletas y colegios.

### Presidencia (1986-1989)
Néstor Díaz Pérez asumió la presidencia del Club Atlético Lanús en 1986, en un momento crítico marcado por una deuda "monstruosa" y la participación del club en la Primera C. Durante su gestión, lideró un proceso de saneamiento financiero que permitió pagar las deudas acumuladas, sentando las bases para la recuperación institucional. Su administración se caracterizó por un enfoque austero y estrategias creativas para recaudar fondos, como la organización de asados quincenales que reunían hasta 300 personas y una quiniela clandestina que involucró a gran parte de la ciudad de Lanús. Esta última iniciativa, aunque exitosa, resultó en la detención temporal de Francisco Attadía por 25 días, un episodio que Díaz Pérez recordaba con humor.Bajo su presidencia, Lanús logró el ascenso a la Primera B en 1986, con un equipo mayormente compuesto por jugadores de la cantera, destacándose una victoria por 1-0 contra Central Córdoba en Rosario, con gol de Attadía. Díaz Pérez también impulsó mejoras iniciales en el estadio, sentando las bases para su futura transformación en un recinto moderno.

### Remodelación del estadio
Tras finalizar su mandato en 1989, Díaz Pérez se alejó brevemente del club, pero regresó para liderar la remodelación del Estadio Ciudad de Lanús, que por entonces era una estructura de tablones en mal estado. Entre 1990 y 2003, encabezó un proyecto ambicioso para construir un estadio completamente de cemento, comenzando con un tramo de 25 metros en la tribuna lindera a la calle Arias. La iniciativa incluyó campañas innovadoras, como una rifa gigante y una colecta de bolsas de cemento donadas por los socios, que llegaban en camiones al club. La honestidad de su gestión fue clave para generar confianza en la comunidad, asegurando el apoyo de socios y sectores externos. 
El estadio, inaugurado originalmente en 1929, fue renombrado en 2004 como Estadio Ciudad de Lanús-Néstor Díaz Pérez en reconocimiento a su labor. La obra se completó con la construcción de 20 palcos de primer nivel en enero de 2014, consolidando al recinto como uno de los más modernos del fútbol argentino, con una capacidad de 47 090 espectadores. Díaz Pérez consideraba esta remodelación un logro para la comunidad de Lanús, destacando su impacto en los sectores más vulnerables al proporcionar instalaciones accesibles para los jóvenes.

"LANÚS ME SALVO LA VIDA"
"Es algo extraordinario, no hacia mi persona sino para mis hijos. Sueño que mis nietos vayan a la cancha y cuando vean mi nombre piensen que el abuelo hizo algo por Lanús”

"Siempre me gustaron las divisiones inferiores y ahí fue donde aprendí todo".
Néstor Díaz Pérez

### Filosofía dirigencial y valores
Díaz Pérez era conocido por su humildad, honestidad y compromiso con la comunidad. Se describía como "uno más" entre los trabajadores del club, participando activamente en tareas cotidianas y fomentando la autofinanciación de las disciplinas deportivas. Criticaba la dependencia de las subcomisiones de los fondos de tesorería y abogaba por una gestión autónoma que generara ingresos propios. Su enfoque social priorizaba la inclusión de niños de barrios vulnerables, ofreciéndoles acceso a las instalaciones del club, como piletas y vestuarios, para alejarlos de problemáticas como la drogadicción. 
Afirmaba que su mayor logro fue "sacar a los chicos de la calle", subrayando el rol del club como una entidad social.
Su admiración por figuras históricas como Arturo Illia, a quien conoció personalmente en Lanús Oeste, y Raúl Alfonsín, con quien se reunió en la Casa de Gobierno, reflejaba su aprecio por la honestidad y el servicio público. Estas experiencias reforzaron su creencia en la importancia de la transparencia y la dedicación en la gestión.

## Legado
El impacto de Néstor Díaz Pérez en el Club Atlético Lanús es considerado fundamental por socios, hinchas y dirigentes. Su presidencia marcó un punto de inflexión en la historia del club, que pasó de enfrentar dificultades a consolidarse como una institución competitiva en el fútbol argentino y sudamericano. La denominación del estadio en su honor refleja su importancia en la historia granate, y su nombre permanece asociado al orgullo de la comunidad lanusense.
En 2024, el Club Atlético Lanús lanzó unCurso de Formación Dirigencial "Néstor Díaz Pérez, en homenaje a su legado. Este programa busca capacitar a nuevos dirigentes, promoviendo la participación y el fortalecimiento institucional, valores que Díaz Pérez defendió durante su vida.

## Fallecimiento
Néstor Díaz Pérez falleció el 3 de abril de 2024,  a los 76 años de edad. según anunció el Club Atlético Lanús a través de sus canales oficiales. La noticia generó una profunda conmoción en la comunidad del club, que expresó su pesar y reconoció su invaluable aporte. En la previa de un partido contra Deportivo Garcilaso por la Copa Sudamericana, se realizó un minuto de silencio en su memoria.

## Estadio Néstor Díaz Pérez-Ciudad de Lanús
El estadio, ubicado en la calle Ramón Cabrero 2007, Lanús Este, Argentina, es uno de los legados más visibles de Díaz Pérez. Inaugurado el 24 de febrero de 1929, el recinto fue objeto de mejoras significativas durante y después de su presidencia. Con una capacidad actual de 47.090 espectadores, es conocido como "La Fortaleza" por su reputación como un escenario difícil para los equipos visitantes. El estadio ha albergado partidos internacionales, como los de la Copa Libertadores 2008 y finales de la Copa Conmebol (1996 y 1997), Copa Sudamericana (2013), Recopa Sudamericana (2014) Copa Libertadores (2017) y Copa Argentina (2023)
El nombre del estadio, adoptado en 2004, combina el homenaje a la ciudad de Lanús con el reconocimiento a Díaz Pérez, quien fue clave en su desarrollo. Las mejoras realizadas desde los años 90, incluyendo la construcción de tribunas de concreto en 2003, nuevas oficinas administrativas, un gimnasio, una escuela secundaria y otras instalaciones, reflejan el impacto de su visión a largo plazo.

## Reconocimientos
- Estadio Ciudad de Lanús-Néstor Díaz Pérez Nombrado en su honor en 2004.
- Curso de Formación Dirigencial "Néstor Díaz Pérez: Programa educativo del club para formar nuevos dirigentes, iniciado en 2024.
- Minuto de silencio en su memoria durante un partido de Copa Sudamericana en abril de 2024.